# Nose (Osaka)
Nose (能勢町 Nose-chō?) es un pueblo localizado en la prefectura de Osaka, Japón. En agosto de 2019 tenía una población estimada de 9.266 habitantes y una densidad de población de 93,8 personas por km². Su área total es de 98,75 km².

## Geografía

### Localidades circundantes
- Prefectura de Osaka
  - Toyono
- Prefectura de Kioto
  - Kameoka
  - Nantan
- Prefectura de Hyōgo
  - Kawanishi
  - Tanbasasayama
  - Inagawa

## Demografía
Según datos del censo japonés, la población de Nose ha disminuido en los últimos años.
| Año del censo | Población |
| ------------- | --------- |
| 1995          | 13.789878 |
| 2000          | 14.186    |
| 2005          | 12.897    |
| 2010          | 11.650    |
| 2015          | 10.256    |